# Grădiștea
Grădiștea est un village de 1 515 habitants situé dans le județ de Giurgiu en Roumanie.